# Секс, наркотики и рок-н-ролл (телесериал)
«Секс, нарко́тики и рок-н-ролл» (англ. Sex&Drugs&Rock&Roll) — американский комедийный телесериал, созданный Денисом Лири. Премьера шоу состоялась на телеканале FX 16 июля 2015 года.
В сентябре 2015 года телеканал продлил сериал на второй сезон из десяти эпизодов. 9 сентября 2016 года FX закрыл сериал после двух сезонов.

## Сюжет
Джонни Рок (Денис Лири), вокалист The Heathens, восходящей рок-группы конца 80-х/начала 90-х, которая распалась после выпуска всего одного альбома, пытается пробиться в музыкальном бизнесе спустя 25 лет. Року предоставляется второй шанс, когда его взрослая дочь Джиджи (Элизабет Гиллис) переезжает в Нью-Йорк, чтобы стать музыкантом. Она придумывает план: если её папа возродит The Heathens и переименует её в The Assassins, то она заменит его на посту вокалиста, а взамен он останется в группе в качестве ведущего автора песен для группы, а также наставника Джиджи. Року приходится справляться со статусом стареющей рок-звезды, а также заботиться о ком-то кроме себя, когда дочь снова появляется в его жизни.

## В ролях
- Денис Лири в роли Джонни Рока
- Джон Корбетт в роли Флэша
- Элизабет Гиллис в роли Джиджи
- Роберт Келли[англ.] в роли Бэм-Бэма
- Джон Алес[англ.] в роли Рехаба
- Элейн Хендрикс в роли Эвы

## Эпизоды
| Сезон | Сезон | Эпизоды | Оригинальная дата показа | Оригинальная дата показа |
| Сезон | Сезон | Эпизоды | Премьера сезона          | Финал сезона             |
| ----- | ----- | ------- | ------------------------ | ------------------------ |
|       | 1     | 10      | 16 июля 2015             | 17 сентября 2015         |
|       | 2     | 10      | 30 июня 2016             | 1 сентября 2016          |

### Сезон 1 (2015)
| № общий | № в сезоне | Название                                                                             | Режиссёр     | Автор сценария         | Дата премьеры    | Зрители в США (млн) |
| ------- | ---------- | ------------------------------------------------------------------------------------ | ------------ | ---------------------- | ---------------- | ------------------- |
| 1       | 1          | «Don't Wanna Die Anonymous» «Не хочу умирать безызвестным»                           | Майкл Блиден | Денис Лири             | 16 июля 2015     | 0,867               |
| 2       | 2          | «Clean Rockin' Daddy» «Чистый рок-папочка»                                           | Майкл Блиден | Денис Лири             | 23 июля 2015     | 0,701               |
| 3       | 3          | «Lust for Life» «Жажда жизни»                                                        | Майкл Блиден | Денис Лири             | 30 июля 2015     | 0,703               |
| 4       | 4          | «What You Like Is In The Limo» «Что вам нравится в лимузине»                         | Майкл Блиден | Денис Лири             | 6 августа 2015   | 0,701               |
| 5       | 5          | «Doctor Doctor» «Доктор Доктор»                                                      | Денис Лири   | Денис Лири             | 13 августа 2015  | 0,508               |
| 6       | 6          | «Tattoo You» «Набей тату»                                                            | Майкл Блиден | Эван Рейли             | 20 августа 2015  | 0,426               |
| 7       | 7          | «Supercalifragilisticjuliefriggingandrews» «Суперкалифраджилистикчёртоваджулиэндрюс» | Майкл Блиден | Денис Лири             | 27 августа 2015  | 0,785               |
| 8       | 8          | «Hard Out Here for a Pimp» «Трудно здесь для сутенёра»                               | Денис Лири   | Денис Лири             | 3 сентября 2015  | 0,573               |
| 9       | 9          | «Take My Picture by the Pool» «Сфотографируй меня возле бассейна»                    | Майкл Блиден | Денис Лири и Джек Лири | 10 сентября 2015 | 0,383               |
| 10      | 10         | «Because We're Legion» «Потому что мы — легион»                                      | Майкл Блиден | Денис Лири             | 17 сентября 2015 | 0,487               |

### Сезон 2 (2016)
| № общий | № в сезоне | Название                                                        | Режиссёр         | Автор сценария                    | Дата премьеры   | Зрители в США (млн) |
| ------- | ---------- | --------------------------------------------------------------- | ---------------- | --------------------------------- | --------------- | ------------------- |
| 11      | 1          | «All That Glitters is Gold» «Всё то золото, что блестит»        | Майкл Блиден     | Денис Лири и Боб Фишер            | 30 июня 2016    | 0,529               |
| 12      | 2          | «Rebel Rebel» «Мятежная Ребел»                                  | Майкл Блиден     | Джулиэнн Смолински                | 7 июля 2016     | 0,334               |
| 13      | 3          | «Cool for the Summer» «Круто для лета»                          | Джим Серпико     | Денис Лири и Боб Фишер            | 14 июля 2016    | 0,560               |
| 14      | 4          | «Bad Blood» «Дурная кровь»                                      | Джим Серпико     | Денис Лири и Боб Фишер            | 21 июля 2016    | 0,333               |
| 15      | 5          | «And She Was» «И она была»                                      | Майкл Блиден     | Джулиэнн Смолински                | 28 июля 2016    | 0,416               |
| 16      | 6          | «Rock This Bitch Till the Wheels Fall Off» «Играй рок до конца» | Майкл Блиден     | Денис Лири и Боб Фишер            | 4 августа 2016  | 0,375               |
| 17      | 7          | «Tramps Like Us» «Трампы как мы»                                | Джим Серпико     | Эрик Дурбин                       | 11 августа 2016 | 0,354               |
| 18      | 8          | «Ghosts of Skibbereen» «Призраки Скибберина»                    | Джим Серпико     | Денис Лири, Боб Фишер и Джек Лири | 18 августа 2016 | 0,353               |
| 19      | 9          | «Rolling in the Deep» «Скатываясь на самое дно»                 | Розмари Родригез | Эван Рейлли                       | 25 августа 2016 | 0,483               |
| 20      | 10         | «Bang Bang» «Бэнг-бэнг»                                         | Розмари Родригез | Эван Рейлли                       | 1 сентября 2016 | 0,453               |

## Отзывы критиков
«Секс, наркотики и рок-н-ролл» получил смешанные отзывы критиков. На сайте-агрегаторе Rotten Tomatoes шоу держит 59% „свежести“ на основе 44-х отзывах со средним рейтингом 5,9/10. Критический консенсус сайта гласит: «„Секс, наркотики и рок-н-ролл“ Дениса Лири похож на стареющего рокера, историю которого и пытается изобразить — любимая звезда, которая стремиться достичь своей былой славы». На Metacritic, который присвоил шоу нормальный рейтинг, сериал имеет 60 баллов из ста, что основано на 29-ти „смешанных и средних“ рецензия критиков.